# Jeníkov (Pardubice)
Jeníkov é uma comuna checa localizada na região de Pardubice, distrito de Chrudim.